# 弗雷巴赫河
51°15′3.67″N 7°22′15.42″E / 51.2510194°N 7.3709500°E

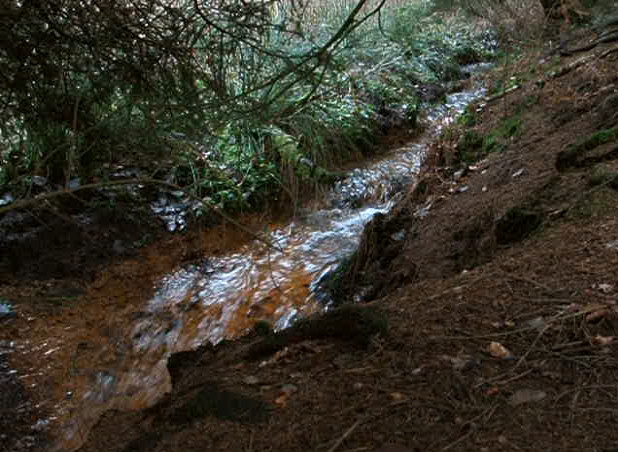

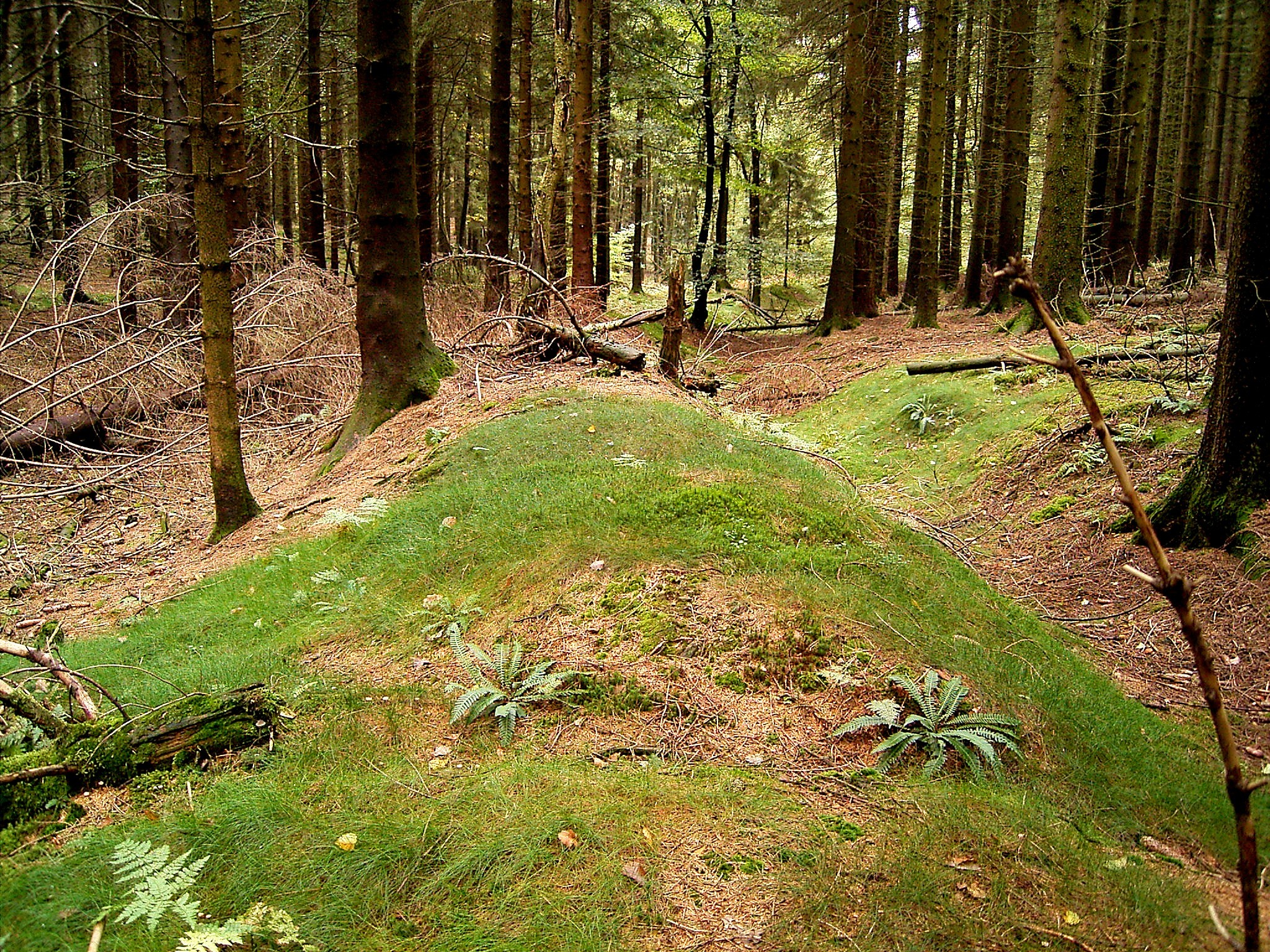

弗雷巴赫河（德語：Freebach），是德國的河流，位於該國西部，流經北萊茵-威斯特法倫州，河道全長1.5公里，流域面積1.3平方公里，發源自恩訥珀塔爾。